# François Mansart
François Mansart (Párizs, 1598. január 23. – Párizs, 1666. szeptember 23.) francia építész, aki a klasszicizmust bevezette Franciaország barokk építészetébe.
Épületei finomságukról, eleganciájukról és harmóniájukról nevezetesek. Legjelentősebb fennmaradt műve a Maisons kastély.
Ismert még arról, hogy népszerűsítette a vezetéknevéről elnevezett manzárdot.

## Főbb művei
- Église Sainte-Marie-des-Anges de la Visitation (1632–1634), Párizs, később Temple du Marais, 1802 óta református templom
- Gaston d'Orléans szárnya a blois-i kastélyban (1635–1638), Blois
- Hôtel de Toulouse (1634–1640), Párizs, ma Banque de France
- Maisons-Laffitte kastélya (1641–1650), Maisons-Laffitte